# Egyptienne

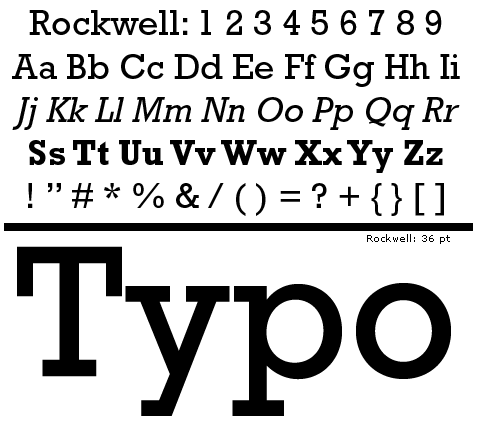
Rockwell tillhör familjen mekaner

Egyptienne, eller mekaner, är en typkaraktär som framkom endast cirka tio år efter groteskens tillkomst.
Mekanerna har liten kontrast mellan tjockare och tunnare linjer, och har en fet, fyrkantig utformning. De beskrivs ibland som sans-seriffer med seriffer eftersom "grundbokstaven" oftast påminner om en sans-serif med liten skillnad mellan tjockare och tunnare delar.
Namnet Egyptienne sägs härstamma från Napoleon I:s expedition till Egypten 1815.
Exempel på typsnitt som ingår i denna "familj" är Clarendon, Rockwell, Courier, Beton, Weltantikva och Memphis.
Egyptinne används av bilbolaget Volvo